# Manuel González Santos
Manuel González Santos (Alcala de Guadaira, Sevilla, 1875-ibídem, 1949) fue un pintor español de origen Alcalareño.

## Biografía y estilo
Sus inicios  artísticos tuvieron lugar en la Escuela de Artes y Oficios de Sevilla, bajo la dirección profesores como Eduardo Cano y sobre todo José Jiménez Aranda. Más tarde entraría como discípulo en el taller del pintor Francisco Narbona.
A lo largo de su vida compaginó su actividad artística con la enseñanza, primero como profesor y posteriormente como catedrático de la asignatura Concepto de Arte e Historia de las Artes Decorativas en las ciudades de Sevilla y Málaga.
Finalmente fue nombrado director de la Escuela de Bellas Artes y Oficios Artísticos de Sevilla y miembro de la Real Academia de Bellas Artes de Santa Isabel de Hungría. Participó con éxito en numerosas exposiciones de carácter regional y nacional, obteniendo varios premios en las mismas.
Su estilo típicamente costumbrista, heredado del siglo XIX, fue evolucionando hacia temas más sociales, intentado representar en sus obras los problemas diarios de las clases trabajadoras. Practicó también el retrato y el paisaje, siendo dignos de mención dentro de su producción como paisajista, los bellos lienzos en los que supo plasmar las costas andaluzas de las localidades de Sanlúcar de Barrameda y Chipiona en la provincia de Cádiz.
Otra de sus facetas fue la pintura mural decorativa de contenido alegórico, algunas de estas obras han sido en los últimos años rescatadas y traspasadas a un soporte adecuado para evitar su pérdida.
Entre sus discípulos, quizás el más conocido sea la pintora Carmen Laffón que de su mano dio muy joven sus primeros pasos en la pintura, siendo González Santos el que percibiendo sus cualidades naturales, la encaminó de forma definitiva por el mundo del arte.

## Algunas de sus obras
- ¡Sin pan!. Museo de Bellas Artes de Sevilla.
- Retrato de Adela Narbona Beltrán (esposa del pintor). Museo del Prado.
- Centro de Vacunación. En depósito en el Ministerio de Sanidad, Madrid.
- Hueco abierto al cielo con decoración de flores y parras (pintura mural decorativa).
- Fantasía con cinta y palomas (pintura mural decorativa).